# سیارک ۲۶۸۷
سیارک ۲۶۸۷ (به انگلیسی: 2687 Tortali، نامگذاری:1982HG) دو هزار و ششصد و هشتاد و هفتمین سیارک کشف شده‌است که در ۱۸ آوریل ۱۹۸۲ کشف شد.
قدر مطلق سیارک برابر ۱۱٫۸۹ است.